# Taghilar (Kelbajar)
Taghilar est un village de la région de Kelbajar en Azerbaïdjan.

## Histoire
Le nom ancien du village était Garaguney. 
En 1993-2020, Taghilar était sous le contrôle des forces armées arméniennes. Le 25 novembre 2020, sur la base d'un accord trilatéral entre l'Azerbaïdjan, l'Arménie et la Russie en date du 10 novembre 2020, la région de Kelbajar, y compris le village de Taghilar, a été restituée sous le contrôle de l'Azerbaïdjan. 

## Sources
Sadr boulaghi, Aziz boulaghi, Yasti boulag, Soyug boulag, Dach boulag, Chirran boulag, Gozuatchilan boulag, Soyudlu boulag.